# Gut Kaltenhof (Bad Schwartau)

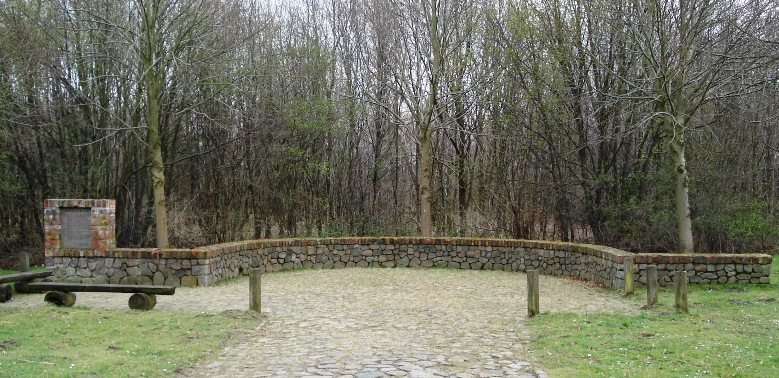
Die Erinnerungsstätte Kaltenhof

Das Gut Kaltenhof war ein bischöfliches Wirtschaftsgut am Unterlauf des Flusses Schwartau in Schleswig-Holstein. Der Name des Wirtschaftshofes übertrug sich auf das spätere Amt Kaltenhof und auf den Stadtteil Kaltenhof von Bad Schwartau.

## Geschichte
Im Jahre 1280 gründete der Lübecker Bischof Burkhard von Serkem nahe der Mündung des Flusses Schwartau in die Trave nordwestlich der 1138 zerstörten Siedlung Alt-Lübeck seinen Wirtschaftshof Koldenhave/Coldenhouve in unmittelbarer Nähe der Lübecker Stadtgrenze. Diesen Hof ließ der Bischof mit Gräben und Palisade befestigen. Dafür wurde die wenige Kilometer entfernt gelegene Burg im Riesebusch aufgegeben.
Dieses Vorgehen des Bischofs, der sich bereits vorher mit der Stadt Lübeck zerstritten hatte, führte zu einem Protest der Stadt Lübeck, da diese sich 1188 von Kaiser Friedrich I. (Barbarossa-Privileg) und 1226 durch Friedrich II. in ihrem Lübecker Reichsfreiheitsbrief das Recht hatten zusichern lassen, dass in einem Abstand von zwei Meilen von der Trave keine Befestigungen errichtet werden durften.
Als der Rat der Stadt Lübeck 1299 eine Volksmasse zu Rodungen in der Nähe von Kaltenhof sandte, kam es zu Wortwechseln und Handgreiflichkeiten, in deren weiteren Verlauf der Wirtschaftshof geplündert und niedergebrannt wurde. Zusätzlich kam es im Anschluss auch zu Ausschreitungen in Lübeck.
In der Folge kam es zu einem erbitterten und langwierigen Prozess, der König und Papst (Bonifatius VIII. und Johannes XXII.) beschäftigte und 1314 mit einem Vergleich endete. In diesem Vergleich wurde der Wiederaufbau und Betrieb des zerstörten Wirtschaftshofs,  allerdings ohne eine Befestigung, gestattet. Damit war der bischöfliche Plan gescheitert, auf Kaltenhof einen halbfürstlichen Herrensitz zu erbauen.
Bereits 1309 hatte der Bischof seinen Sitz nach Eutin verlegt, wo er bereits 1308 das Kollegiatstift Eutin gegründet hatte.
Eine erneute heimliche Befestigung von Kaltenhof erfolgte im 16. Jahrhundert, nachdem im August 1545 Bischof Balthasar Rantzau während eines Aufenthaltes auf Kaltenhof entführt worden war.
Als die Stadt Lübeck von der Befestigung erfuhr, kam es nach einem Streit zu einem erneuten Vergleich, in dem 1576 dem Bischof Eberhard von Holle erlaubt wurde, Kaltenhof mit einer hölzernen Brustwehr zu befestigen.

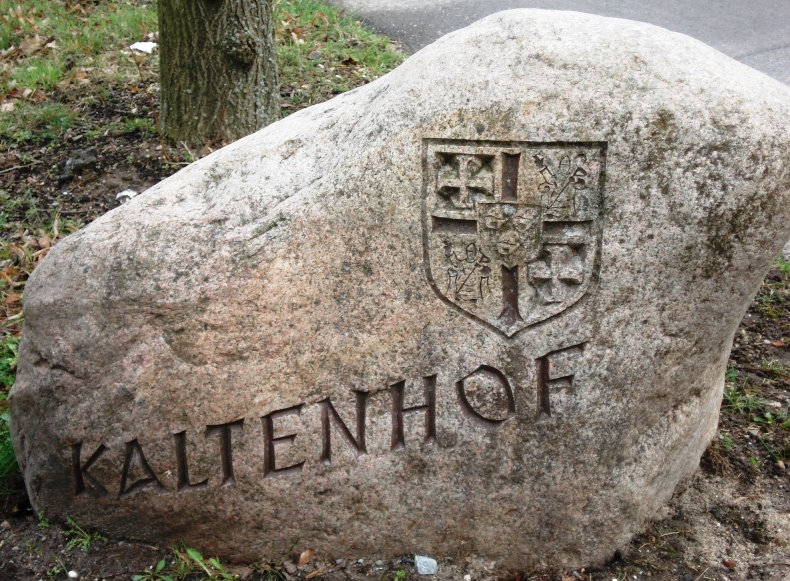
Gedenkstein an der Erinnerungsstätte Kaltenhof

Während des Dreißigjährigen Krieges war Kaltenhof Zufluchtsstätte des Lübecker Fürstbischofs Johann Friedrich.
Ab Mitte des 17. Jahrhunderts entwickelt sich die auf Kaltenhof angesiedelte Verwaltung der bischöflichen Besitzungen zu einem Verwaltungsbezirk, der ab 1623 als Amt Kaltenhof bezeichnet wurde. Bevor Kaltenhof zum Amt wurde, umfasste seine auf die Gerichtsbarkeit für den bischöflichen Besitz gestützte Zuständigkeit die eigenen Ländereien, die Siedlung Schwartau und Rensefeld. Durch Zuerwerb kamen weitere Dörfer dazu,  1318 Sereetz, etwa 1350 Offendorf, 1366 Ratekau, Ruppersdorf und Neuhof, 1623 Ovendorf.
Um 1640 wurde der Sitz des Amtes Kaltenhof in das nahe gelegene Schwartau verlegt, in das dortige Amtshaus, an dessen Stelle heute das Amtsgericht am Schwartauer Markt steht.
Nach einer Aufstellung aus dem Jahr 1729 umfasste Kaltenhof neben dem Forstbestand etwa 95 ha Ackerland und etwa 30 ha Weideland.
1847 ließ der Oldenburger Großherzog Paul Friedrich August den Wirtschaftshof niederlegen. Die Anlage wurde aufgegeben und das zugehörige Land in Parzellen aufgeteilt und an die Einwohner von Schwartaus als Ackerland vergeben, das später auch bebaut wurde.

## Erinnerungsstätte

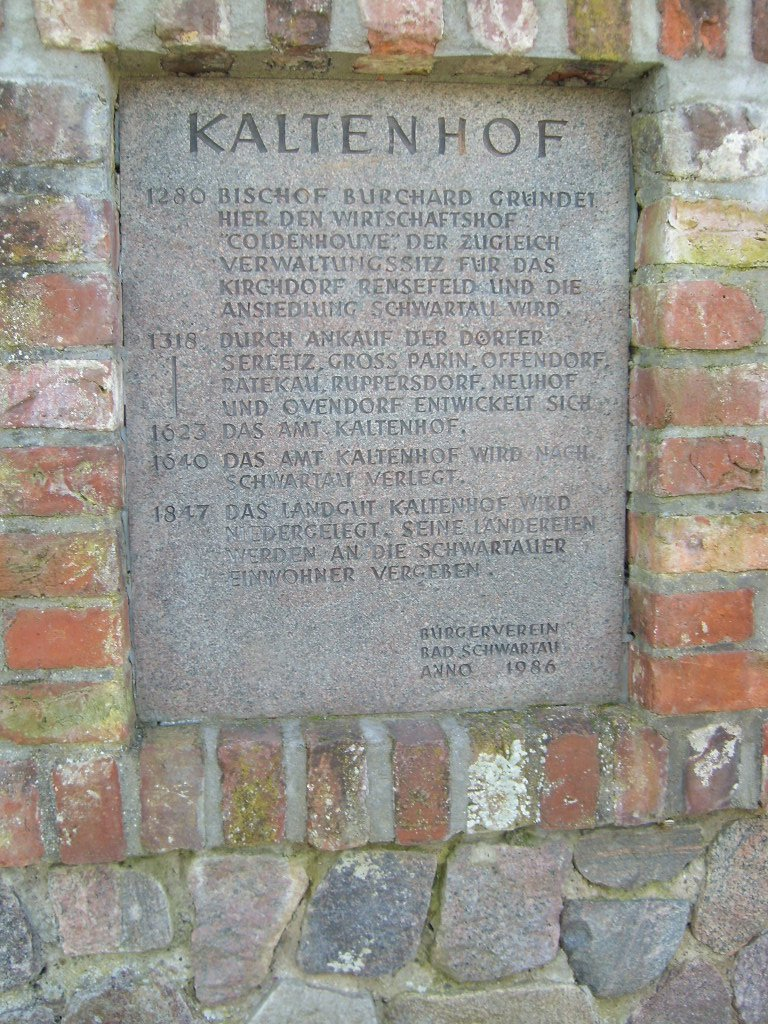
Erinnerungstafel an das für den bischöflichen Kaltenhof

Vom Gut Kaltenhof waren lange Zeit noch die Reste der mächtigen Wälle und Gräben sichtbar. Diese bestanden aus einer erhöhten, rechteckigen Fläche von etwa 65 m × 75 m, umgeben von einem etwa 15 m breiten Graben.
Beim Bau der Reichsautobahn ab 1935 erfolgte eine Freilegung der Reste der Anlage einschließlich einer ersten Ausgrabung und archäologischen Untersuchung, von deren Ergebnissen kaum etwas überliefert ist.
Im Zuge des Ausbaus der A 1 1976 stieß man erneut auf Reste des Wirtschaftshofes Kaltenhof. Es erfolgte eine archäologische Ausgrabung, wobei u. a. die Grundmauern eines Wehrturmes von etwa 7 m × 7 m mit etwa 1,5 m starken Mauern und ein Brunnen gefunden wurden. Nach Abschluss der Ausgrabungen wurden die letzten Reste des befestigten Wirtschaftshofes beseitigt und von der Autobahnabfahrt Sereetz überbaut.
An den Wirtschaftshof Kaltenhof erinnert die am 25. Juni 1986 eingeweihte Erinnerungsstätte Kaltenhof am Ortsausgang von Bad Schwartau neben der Autobahn 1. Dabei handelt es sich um eine niedrige, halbkreisförmige Mauer aus Feldsteinen, die mit Ziegelsteinen im Klosterformat abgedeckt ist, und eine Gedenktafel. Ein an der Straße aufgestellter Findling mit der Inschrift „Kaltenhof“ und dem bischöflichen Wappen weist auf die Gedenkstätte hin.

## Sandsteinreliefs im Amtsgericht Bad Schwartau

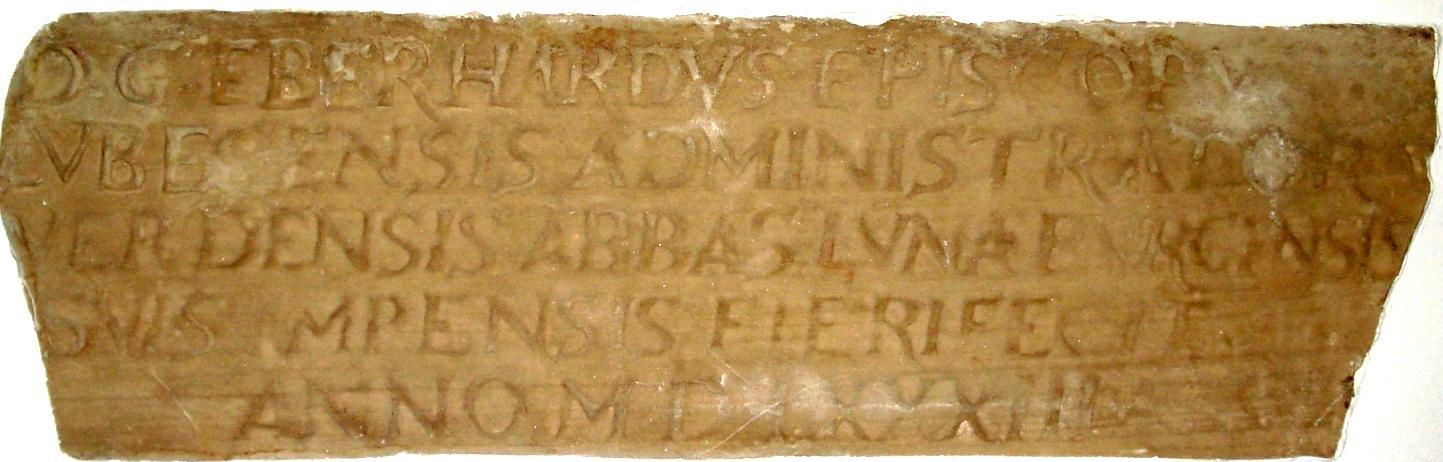
Sandsteinrelief mit Inschrift vom Herrenhaus auf Gut Kaltenhof

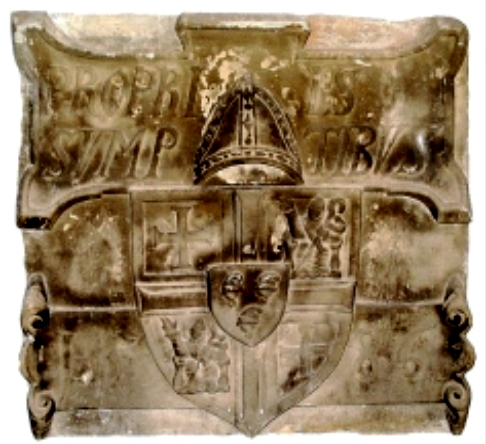
Sandsteinrelief mit dem Wappen des Bischofs vom Herrenhaus auf Gut Kaltenhof

Die letzten Zeugnisse des bischöflichen Gutes Kaltenhof sind zwei höchstwahrscheinlich vom Herrenhaus stammende Sandsteinreliefs aus der Zeit des Bischofs Eberhard von Holle erhalten. Diese befinden sich im Innern des Gebäudes des Amtsgerichts Bad Schwartau. Die Sandsteinreliefs wurden 1847 bei der Niederlegung des Gutes Kaltenhof nach Schwartau gebracht und außen am Amthaus des Amt Amtes Schwartau angebracht. Nach dessen Abbruch wurden sie 1910 außen am Amtsgericht Bad Schwartau angebracht, von wo sie 1974 in das Gebäudeinnere gebracht wurden.
- Das eine Sandsteinrelief zeigt das Wappen des Bischofs von Lübeck und die lt. Inschrift:
  - "PROPRIIS /  SVMPTIBVS /  1586"
  - Deutsch: "Aus eigenen /  Mitteln (errichtet) /  1586"
- Das andere Sandsteinrelief enthält eine fünf-zeilige Inschrift in Latein:
  - "D[EI].G[RATIA]. EBERHARDVS EPISCOPVS /  LVBECENSIS ADMINISTRATOR /  VERDENSIS ABBAS LVNEBVRGENSIS /  SVIS IMPENSIS FIERI FECIT /  ANNO MDLXXXIII"
  - (Deutsch: "Von Gottes Gnaden Eberhard, Bischof /  von Lübeck, Administrator /  von Verden, Abt von Lüneburg /  ließ (es) nach seinen Plänen errichten /  im Jahre 1583")